# Brocade
Brocade Communications Systems ist ein US-amerikanischer Hersteller von Netzwerkkomponenten wie Switches, Routern und dazu passender Software. Am 2. November 2016 kündigte Broadcom an, Brocade zu übernehmen. Diese Übernahme wurde 2017 abgeschlossen. Teile des Unternehmens sollten direkt weiterverkauft werden.
Brocade war 1995 von Seth Neiman, Paul Bonderson und Kumar Malavalli gegründet worden. 2012 übernahm Brocade den Entwickler des Vyatta Open-Firmware-Routers.